# Ikhsan Fandi
Ikhsan bin Fandi Ahmad (sinh ngày 9 tháng 4 năm 1999) là một cầu thủ bóng đá chuyên nghiệp người Singapore chơi ở vị trí tiền đạo cho câu lạc bộ Ratchaburi của Thái Lan và đội tuyển quốc gia Singapore.

## Sự nghiệp câu lạc bộ

### BG Pathum United
Ngày 22 tháng 12 năm 2021, tài khoản Instagram của BG Pathum United thông báo rằng câu lạc bộ đã chiêu mộ thành công Ikhsan.

## Sự nghiệp quốc tế
Ikhsan ra mắt đội tuyển quốc gia Singapore trong trận đấu giao hữu gặp Hồng Kông vào ngày 31 tháng 8 năm 2017. Anh ghi bàn thắng quốc tế đầu tiên vào ngày 7 tháng 9 năm 2018 trong trận giao hữu quốc tế với Mauritius.
Tại AFF Cup 2020, cả 3 anh em nhà Fandi đều góp mặt trong danh sách tham dự của Singapore. Ở trận ra quân, Ikhsan đã ghi một cú đúp vào lưới Myanmar ngay trong hiệp 1 giúp đội chủ nhà giành chiến thắng với tỷ số 3–0.

## Đời sống cá nhân
Ikhsan là con trai thứ hai của huyền thoại bóng đá Singapore Fandi Ahmad và người mẫu Nam Phi Wendy Jacobs. Anh có 4 anh chị em. Anh trai Irfan là đồng đội tại câu lạc bộ BG Pathum United; em trai Ilhan đang thi đấu cho Deinze của Bỉ; còn người em trai khác là Iryan đang thi đấu cho U-17 Hougang United.

## Thống kê sự nghiệp

### Quốc tế
Tính đến ngày 17 tháng 11 năm 2022
| Đội tuyển quốc gia | Năm       | Trận | Bàn |
| ------------------ | --------- | ---- | --- |
| Singapore          | 2017      | 4    | 0   |
| Singapore          | 2018      | 8    | 5   |
| Singapore          | 2019      | 6    | 3   |
| Singapore          | 2021      | 7    | 3   |
| Singapore          | 2022      | 8    | 6   |
| Tổng cộng          | Tổng cộng | 33   | 17  |

### Bàn thắng quốc tế
| #   | Ngày                 | Địa điểm                                                           | Đối thủ    | Bàn thắng | Kết quả | Giải đấu                    |
| --- | -------------------- | ------------------------------------------------------------------ | ---------- | --------- | ------- | --------------------------- |
| 1.  | 7 tháng 9 năm 2018   | Sân vận động Bishan, Bishan, Singapore                             | Mauritius  | 1–1       | 1–1     | Giao hữu                    |
| 2.  | 11 tháng 9 năm 2018  | Sân vận động Bishan, Bishan, Singapore                             | Fiji       | 2–0       | 2–0     | Giao hữu                    |
| 3.  | 16 tháng 10 năm 2018 | Sân vận động Olympic, Phnôm Pênh, Campuchia                        | Campuchia  | 2–1       | 2–1     | Giao hữu                    |
| 4.  | 21 tháng 11 năm 2018 | Sân vận động Quốc gia, Kallang, Singapore                          | Đông Timor | 3–1       | 6–1     | AFF Suzuki Cup 2018         |
| 5.  | 21 tháng 11 năm 2018 | Sân vận động Quốc gia, Kallang, Singapore                          | Đông Timor | 4–1       | 6–1     | AFF Suzuki Cup 2018         |
| 6.  | 5 tháng 9 năm 2019   | Sân vận động Quốc gia, Kallang, Singapore                          | Yemen      | 1–0       | 2–2     | Vòng loại World Cup 2022    |
| 7.  | 15 tháng 10 năm 2019 | Sân vận động Quốc gia, Kallang, Singapore                          | Uzbekistan | 1–1       | 1–3     | Vòng loại World Cup 2022    |
| 8.  | 19 tháng 11 năm 2019 | Sân vận động Shaikh Ali Bin Mohammed Al-Khalifa, Muharraq, Bahrain | Yemen      | 1–0       | 2–1     | Vòng loại World Cup 2022    |
| 9.  | 5 tháng 12 năm 2021  | Sân vận động Quốc gia, Kallang, Singapore                          | Myanmar    | 2–0       | 3-0     | AFF Cup 2020                |
| 10. | 5 tháng 12 năm 2021  | Sân vận động Quốc gia, Kallang, Singapore                          | Myanmar    | 3–0       | 3-0     | AFF Cup 2020                |
| 11. | 22 tháng 12 năm 2021 | Sân vận động Quốc gia, Kallang, Singapore                          | Indonesia  | 1–1       | 1–1     | AFF Cup 2020                |
| 12. | 26 tháng 3 năm 2022  | Sân vận động Quốc gia, Kallang, Singapore                          | Malaysia   | 1–0       | 2–1     | FAS Tri-Nations Series 2022 |
| 13. | 26 tháng 3 năm 2022  | Sân vận động Quốc gia, Kallang, Singapore                          | Malaysia   | 2–1       | 2–1     | FAS Tri-Nations Series 2022 |
| 14. | 14 tháng 6 năm 2022  | Sân vận động Dolen Omurzakov, Bishkek, Kyrgyzstan                  | Myanmar    | 1–0       | 6–2     | Vòng loại Asian Cup 2023    |
| 15. | 14 tháng 6 năm 2022  | Sân vận động Dolen Omurzakov, Bishkek, Kyrgyzstan                  | Myanmar    | 4–1       | 6–2     | Vòng loại Asian Cup 2023    |
| 16. | 14 tháng 6 năm 2022  | Sân vận động Dolen Omurzakov, Bishkek, Kyrgyzstan                  | Myanmar    | 5–2       | 6–2     | Vòng loại Asian Cup 2023    |
| 17. | 24 tháng 9 năm 2022  | Sân vận động Thống Nhất, Thành phố Hồ Chí Minh, Việt Nam           | Ấn Độ      | 1–0       | 1–1     | Cúp Hưng Thịnh 2022         |